# روبرت وليامز (سياسي ويلزي)
روبرت وليامز (بالإنجليزية: Robert Williams)‏ هو سياسي بريطاني، ولد في 1695 في المملكة المتحدة، وتوفي في 1763. انتخب عضو مجلس الشعب في برلمان بريطانيا العظمى عن دائرة مونتغوميريشير (2 أبريل 1742 – 1747) وانتخب عضو مجلس الشعب في برلمان بريطانيا العظمى عن دائرة مونتغوميريشير (12 ديسمبر 1740 – 1741).